# Comitato di Fogaras
Il comitato di Fogaras (in ungherese Fogaras vármegye, in romeno Comitatul Făgăraș) è stato un antico comitato del Regno d'Ungheria, situato nell'attuale Romania centrale, in Transilvania. Capitale del comitato era la città omonima, oggi nota col nome romeno di Făgăraș.
Il comitato di Fogaras confinava col Regno di Romania e con gli altri comitati di Szeben, Nagy-Küküllő e Brassó. Geograficamente era delimitato a nord dal fiume Olt e a sud dalla catena dei Carpazi.

## Storia
Il comitato venne formato nel corso della riforma amministrativa della Transilvania del 1876 e rimase ungherese finché il Trattato del Trianon (1920) non lo assegnò alla Romania.
Il suo territorio fa oggi parte del distretto romeno di Brașov nonché, per quanto riguarda la parte occidentale, del distretto di Sibiu.